# ZoNE-iT
「ZoNE-iT」（ゾーンイット）は、日本の歌手・KOTOKOの22枚目のシングルである。2014年11月5日にワーナー・ブラザース ホームエンターテイメントから発売された。

## 解説
KOTOKOのシングルとしては前作「TOUGH INTENTION」から約4ヶ月ぶりのリリースとなる。初回限定盤・通常盤の2形態で発売。ジャケットもそれぞれ異なっている。初回限定盤付属DVDに表題曲のミュージック・ビデオとメイキング映像、そしてTVスポットが収録されている。
表題曲「ZoNE-iT」は、前作に引き続き、テレビアニメ『白銀の意思 アルジェヴォルン』のオープニングテーマに起用されており、カップリング曲も同アニメの挿入歌として使用されている。
KOTOKOが『白銀の意思 アルジェヴォルン』のストーリーに触発され、歌詞を書いた。本人曰く「（前作の）"TOUGH INTENTION"のときは、ロックでストレートな歌詞で、裏表なく思ったままに突き進むような人間性が前面に出ていたと思うんですけど、2クール目では物語が変化して、より人間の生きざまにスポットが当たっていくようになってきましたよね。主人公のトキムネが追い求めていた過去を知り、また後輩が入ってきたことで許すことや我慢を覚えていく。一方で彼が動かすアルジェヴォルンは意思の力で動かすロボットなので、そんな変化のなかで自分の信じているものを見失わないように、自分の精神をしっかりコントロールしないといけない。また物語の構成的に後半から周りの人たちの視点もたくさん出てくるようになってきて、それぞれの正義や想いといった複雑な人間模様が出てくる。そんな世界観を表現したかったんです」とのこと。
本作をリリース当時、カップリング曲「call」が上記のアニメの挿入歌に決定されなっかたが、本人がインタビューで「特に挿入歌とかそういう訳ではないんですけど、自分の中で、『白銀の意思 アルジェヴォルン』のイメージソングみたいなモノを書きたいなと思って、力強くて壮大なイメージのバラード曲を選んだんです。それもあって、今回は2曲の流れを含め1つの作品っていう感じにまとまっていると思います。歌詞も、戦場で生き抜かなければいけない若者の葛藤を描いてます」とコメントした。結局、上記のアニメの第24話で挿入歌として使用された。
「ZoNE-iT」のミュージックビデオは台湾・台北の北東に位置する場所にある工場の廃墟で撮影している。
本作はワーナー・ブラザース ホームエンターテイメントから最後のソロシングルとなった。

## 批評
音楽出版社の音楽雑誌『CDジャーナル』は、「疾走感あふれる熱いロック・ナンバー。グングンと前に突き進むビートと、それに負けじと一歩も引かないKOTOKOのパワフルなヴォーカルが見事にスパーク。生への一歩を踏み出す勇気が湧き出る」と批評した。

## チャート成績
2014年11月17日付オリコンウィークリーチャートで初登場48位を記録された	。初動1,574枚、累計1,877枚のセールスを記録。

## 収録曲
CD
全作詞：KOTOKO
1. ZoNE-iT [04:31]
  - 作曲・編曲：齋藤真也
  - テレビアニメ『白銀の意思 アルジェヴォルン』2期オープニングテーマ
2. call [04:30]
  - 作曲・編曲：Kon-K
  - テレビアニメ『白銀の意思 アルジェヴォルン』挿入歌
3. ZoNE-iT -instrumental- [04:30]
4. call -instrumental- [04:28]

DVD
1. 「ZoNE-iT」 MUSIC VIDEO
2. MV Making Movie
3. TV-SPOT